# Thuri Lorenz
Hanns-Thuri Lorenz (* 3. August 1931 in Breslau; † 8. April 2017 in München) war ein deutscher Klassischer Archäologe.
Geboren in Breslau, wuchs Thuri Lorenz in Heidelberg auf, wo er am Kurfürst-Friedrich-Gymnasium das Abitur bestand. Von 1952 bis 1954 studierte er zunächst Rechtswissenschaft an den Universitäten in Heidelberg und München, brach das Studium aber zugunsten einer Ausbildung zum Kunsterzieher ab, die er an den Akademien der Bildenden Künste in München und Karlsruhe absolvierte. Dem Staatsexamen 1957/58 folgte das Studium der Klassischen Archäologie, Alten Geschichte und Kunstgeschichte in Wien und Heidelberg. An der Universität Heidelberg wurde Lorenz 1962 bei Roland Hampe promoviert. Im Anschluss arbeitete er bis 1964 als Wissenschaftliche Hilfskraft an der Abteilung Rom des Deutschen Archäologischen Instituts. Von dort aus unternahm er 1964/65 eine Studienreise durch Nordafrika, bevor er 1965 eine Stelle als Wissenschaftlicher Mitarbeiter an der Universität Würzburg bei Erika Simon antrat. Hier habilitierte er sich 1969 mit einer Arbeit über Polyklet. Ab 1972 lehrte Lorenz als Dozent in Würzburg; 1976 wurde er zum außerordentlichen Professor ernannt. In Nachfolge von Erna Diez wurde er 1984 auf den Lehrstuhl für Klassische Archäologie an der Universität Graz berufen, wo er bis zu seiner Emeritierung 1999 lehrte. Ihm folgte nach einer neunjährigen Vakanz des Lehrstuhls 2008 Peter Scherrer nach.
Die Schwerpunkte seiner Forschung und Lehre lagen auf den Gebieten antiker Skulptur und Architektur. Gleichwohl beschäftigte er sich in Graz auch intensiv mit der Archäologie der römischen Provinzen und gab wichtige Impulse für die österreichische Vicus-Forschung. Von 1988 bis 1990 leitete er erstmals eine Ausgrabung, die der Erforschung des Vicus von Gleisdorf galt. Von 1990 bis 1996 folgte die Ausgrabung des Vicus von Kalsdorf bei Graz. Auch der Mittelalterarchäologie gegenüber war Thuri Lorenz offen eingestellt. Sein letztes vom Österreichischen Wissenschaftsfonds gefördertes Projekt widmete sich 1997/98 der mittelalterlichen Keramik in der Steiermark, seine letzte Ausgrabung 1999 der Burg Rabenstein in Kärnten.

## Schriften
- Galerien von griechischen Philosophen- und Dichterbildnissen bei den Römern. Zabern, Mainz 1965 (= Dissertationsschrift; Digitalisat)
- Polyklet. Doryphoros. Reclam, Stuttgart 1966.
- Polyklet. Steiner, Wiesbaden 1972 (= Habilitationsschrift)
- Leben und Regierung Trajans auf dem Bogen von Benevent. Castrum-Peregrini-Presse, Amsterdam 1973, ISBN 90-6034-025-6.
- Römische Städte. Wissenschaftliche Buchgesellschaft, Darmstadt 1987, ISBN 3-534-02162-2.